# Tarache areli
Tarache areli is een vlinder uit de familie van de uilen (Noctuidae). De wetenschappelijke naam van deze soort is voor het eerst voorgesteld als Acontia areli door Herman Screckfer in een publicatie uit 1898.
De soort komt voor in het westen van de Verenigde Staten.